# Kristýna Hrabalová
Kristýna Hrabalová (* 3. April 1996) ist eine tschechische Tennisspielerin.

## Karriere
Hrabalová spielt vor allem Turniere der ITF Women’s World Tennis Tour, wo sie bislang sechs Titel im Doppel gewinnen konnte.
In der deutschen Tennis-Bundesliga spielte sie 2019 für den TC Ludwigshafen. In der tschechischen Liga spielt sie von 2007 bis 2009 sowie 2022 für den TC Bajda Kroměříž, 2010 für den TC MJ-Tenis, von 2011 bis 2015 für den TK AGROFERT Prostějov und von 2016 bis 2021 für den TC Brno.

## Turniersiege

### Doppel
| Nr. | Datum              | Turnier             | Kategorie   | Belag     | Partnerin        | Finalgegnerinnen                 | Ergebnis           |
| --- | ------------------ | ------------------- | ----------- | --------- | ---------------- | -------------------------------- | ------------------ |
| 1.  | 12. April 2014     | Scharm asch-Schaich | ITF $10.000 | Hartplatz | Vivien Juhászová | Martina Přádová Anna Vrbenská    | 6:1, 4:6, [11:9]   |
| 2.  | 26. September 2015 | Brünn               | ITF $10.000 | Sand      | Nikola Tomanová  | Ágnes Bukta Veronika Domagala    | 6:2, 2:6, [11:9]   |
| 3.  | 9. September 2017  | Prag                | ITF $15.000 | Sand      | Nikola Tomanová  | Anastasia Dețiuc Johana Marková  | 6:1, 6:3           |
| 4.  | 29. September 2018 | Brünn               | ITF $15.000 | Sand      | Nikola Tomanová  | Anastasia Dețiuc Petra Januskova | 6:2, 6:4           |
| 5.  | 27. Oktober 2018   | Monastir            | ITF $15.000 | Hartplatz | Nikola Tomanová  | Silvia Njirić Joanna Zawadzka    | 6:3, 3:6, [11:9]   |
| 6.  | 4. Mai 2019        | Tabarka             | ITF W15     | Sand      | Joanna Zawadzka  | Barbara Gatica Rebeca Pereira    | 7:64, 6:77, [11:9] |